# خاوی فرناندز (بازیکن فوتبال، زاده ۱۹۹۷)
خاوی فرناندز (انگلیسی: Javi Fernández؛ زادهٔ ۳ اوت ۱۹۹۷) بازیکن فوتبال اهل اسپانیا است.